# Omicidio di Antonietta Longo
L'omicidio di Antonietta Longo è un caso di cronaca nera avvenuto a Castel Gandolfo il 5 luglio 1955. La vittima era la trentenne Antonietta Longo, domestica originaria della Sicilia in servizio a Roma. L'omicidio è rimasto irrisolto.

## Storia
Il 10 luglio 1955 Antonio Solazzi e Luigi Barboni erano a diporto in barca sul Lago Albano; fermatisi a riva presso Acqua Acetosa, Solazzi scoprì casualmente un cadavere femminile decapitato, nudo tranne che per un orologio al polso, in avanzato stato di decomposizione e con la parte superiore del corpo coperta da un giornale, una copia del Messaggero del 5 luglio 1955 i due, inizialmente spaventati dal ritrovamento, avvisarono le forze dell'ordine solo il 12 luglio.
I carabinieri accertarono che la donna, di età compresa tra i venticinque e i trent'anni, era stata accoltellata più volte all'addome e alla schiena e infine decapitata; la testa non venne mai ritrovata; l'autopsia inoltre rilevò un aborto recente. Secondo il medico legale che effettuò l'autopsia, risultò che la testa fu staccata dal corpo con una tecnica che solo un medico o un esperto di anatomia conosceva; così si suppose che l'assassino fosse un medico.
Fu anche accertato che la vittima era stata decapitata nello stesso punto di ritrovamento del suo corpo, perché il terreno sottostante era impregnato di sangue fino a una profondità di 12 centimetri.
L'avanzato stato di decomposizione rendeva difficile l'identificazione, anche per la difficoltà di rilevare le impronte digitali del cadavere.
Un elemento fondamentale per l'inchiesta fu l'orologio trovato al polso della donna: si trattava infatti di un modello molto particolare, di marchio Zeus, prodotto in soli 150 esemplari.
Una ricerca svolta presso gli orafi di Roma e dintorni e il confronto con le denunce di scomparsa presentate nelle settimane precedenti il ritrovamento consentirono di restringere il campo: una domestica di nome Antonietta Longo, infatti, non risultava avere più fatto ritorno presso l'abitazione della famiglia di Cesare Gasparri, suo datore di lavoro.
Il riscontro delle impronte rilevate a casa di Gasparri fu decisivo per ricondurre con certezza l'identità del cadavere, effettivamente, ad Antonietta Longo, nata a Mascalucia, comune del Catanese, il 25 luglio 1925.
I carabinieri tentarono di ricostruire le vicende relative agli ultimi giorni di vita della donna. Scoprirono così che pochi mesi prima aveva ritirato tutti i suoi risparmi e che il 4 aprile aveva depositato una valigia in una cassetta della stazione di Roma Termini; il 24 giugno aveva acquistato un'altra valigia, oggetti, vestiti e biancheria e il 26 aveva chiesto un mese di permesso ai suoi datori di lavoro. Il 30 giugno aveva ritirato una lettera al fermo posta; risultò che era uscita dalla sua abitazione il mattino del 1º luglio, con un biglietto ferroviario per la Sicilia, ma invece di recarsi alla stazione trascorse alcune notti in una pensione. Il 4 luglio lasciò la valigia comprata alcuni giorni prima nel deposito bagagli della stazione Termini e il 5, presumibilmente il giorno della morte, alle 18, imbucò a Roma una lettera indirizzata alla sua famiglia, nella quale la ragazza informava i familiari che stava per sposarsi. Da quel momento non si seppe più nulla.
Si scoprì che fra il 4 e il 5 luglio si era incontrata con un uomo e che aveva chiesto qualche giorno prima del 5 luglio alla cassiera di un bar di chiamare al telefono un certo Antonio. Era poi stata da un sarto insieme con un uomo per ordinare un vestito, e che qualche anno prima era stata fidanzata con un impiegato del ministero dell'Aeronautica. Si identificarono poi anche altri corteggiatori e uomini con i quali aveva stretto dei rapporti, alcuni poco raccomandabili. Ma non si trovò l'uomo che avrebbe dovuto sposare.
Il proprietario di una trattoria riferì di aver noleggiato il 5 luglio una barca a una coppia che non aveva fatto ritorno al pontile e il giorno dopo fu ritrovata con un solo remo nel canneto. Si pensò a un uomo sposato che poteva averla sedotta per truffarle del denaro per poi ucciderla. Le amiche la descrissero come una persona per bene e che negli ultimi mesi era strana e sosteneva di avere problemi economici.
Furono eseguite ulteriori indagini sulla vita della donna e venne rintracciato e interrogato il presunto fidanzato, un uomo di nome Antonio, senza però arrivare all'incriminazione. Furono inoltre ritrovate presso il deposito della stazione Termini le valigie preparate dalla donna, con un corredo di tipo matrimoniale, ma nessuna traccia dei soldi ritirati pochi mesi prima (331.000 lire, somma ingente per l'epoca).
Il caso fu presto archiviato senza processo e non si riuscì a stabilire mai né il movente né l'assassino. Il corpo di Antonietta fu sepolto nel cimitero di Mascalucia.
Due anni dopo l'omicidio, un detenuto del carcere di Regina Coeli accusò suo cognato, Giuseppe Bucceri di essere il responsabile dell'omicidio: «È un uomo abituato a truffare le donne promettendo di sposarle», rivelò, «Una volta, a una donna che aveva minacciato di denunciarlo, aveva detto che se lo avesse fatto le avrebbe tagliato la testa». Ma anche questa pista risultò inattendibile e venne abbandonata.
Nel 1971, a casa del dottor Gasparri (il suo datore di lavoro) arrivò una lettera anonima che diceva che Antonietta era morta durante un aborto e successivamente sarebbe stata trasportata in riva al lago, e quindi decapitata.
Nel 1971 vennero inviate due lettere anonime al procuratore generale della Corte d'appello di Roma che riportavano che la Longo era morta per emorragia durante l'aborto al quale era stata costretta dal suo fidanzato, un certo Antonio, pilota aereo civile e a capo di una banda di contrabbandieri, già sposato e che lei minacciava; a riprova, secondo quanto riportato nelle lettere, c'erano le molteplici ferite nel ventre della donna inferte per cancellare le tracce dell'asportazione delle ovaie durante l'aborto e per evitare l'identificazione della vittima l'avrebbero decapitata e dissolto la testa nell'acido. Alla fine Antonio venne ritrovato ma nonostante gli indizi a suo carico non c'era nessuna prova e il caso venne definitivamente chiuso.
Nel 1987 un pescatore trovò un teschio umano nel lago. Si pensò che dopo 32 anni di distanza, poteva essere finalmente quello di Antonietta Longo, ma così non fu: il teschio sembrava appartenere a un uomo.

## Influenza culturale
- Il caso Longo suscitò grande clamore, tanto da alimentare una fitta serie di pubblicazione a diffusione popolare, come i fogli volanti in ottava rima diffusi dai cantastorie.[N 1]
- Al caso venne dedicata una puntata del programma La storia siamo noi.[7]
- L'orologio e altri oggetti appartenuti alla vittima rinvenuti sulla scena del delitto sono tuttora conservati presso il Museo Criminologico di Roma.